# Санта Есперанса (фільм)
«Санта Есперанса» (рос. «Санта Эсперанса») — радянський художній фільм чилійського режисера Себастьяна Аларкона, що вийшов у 1979 році. Сюжет натхненний історією життя ув'язнених концентраційного табору, створеного в Чилі у 1973 році, незабаром після державного перевороту, вчиненого Аугусто Піночетом. Фільм продовжує тему кінокартини «Ніч над Чилі» (1977), дебютного, спільного з Олександром Косарєвим повнометражного фільму Аларкона, який цього разу вперше займався режисурою одноосібно.

## Сюжет
На місці покинутого жителями робітничого селища, розташованого в пустелі біля підніжжя Анд у неназваній південноамериканській країні, хунтою створений концентраційний табір для політв'язнів «Санта Есперанса» (з ісп. — «Свята Надія»). 120 людей, що містяться у ньому, мають найрізноманітніші погляди на життя, але щоб вирватися звідти або принаймні дати знати про своє існування в цьому повністю відрізаному від зовнішнього світу притулку, вони змушені об'єднатися. Цьому зокрема всіляко сприяє призначений старшим по бараку Фелісіндо (Норейка), який намагається використати знання про місцевість старого дона Лоренсо (Кадочников), який практично все життя прожив у тому селищі. Дві спроби втечі зриваються, проте в підсумку ув'язненим вдається вгадати момент і отримати доступ до радіостанції, що дає можливість Фелісіндо повідомити підпільній організації, в якій він перебував, про існування табору. Але незважаючи на це, зусилля виявляються марними: бунтівники, що засіли в будівлі радіостанції, гинуть при її штурмі солдатами гарнізону табору, повстання придушене, і тих ув'язнених, що вижили, перевозять в інший табір, залишаючи «Санта Есперансу» знову пустувати.

## У ролях
- Борислав Брондуков —  Непомусено
- Павло Кадочников —  дон Лоренсо
- Євген Леонов-Гладишев —  Мігель Анхель
- Володимир Ломізов —  Карлос
- Лаймонас Норейка —  Фелісіндо
- Володимир Тихонов —  Пабло Канепі
- Рамаз Чхиквадзе —  падре
- Маргарита Терехова —  Ізабель
- Григорій Лямпе —  комендант
- Олександр Пашутін —  капітан
- Іслам Казієв —  сержант

## Знімальна група
- Режисер — Себастьян Аларкон
- Сценаристи — Себастьян Аларкон, Володимир Амлинський
- Оператор — Вадим Алісов
- Композитори — Габріель Кастро, Раміро Соріано, Адріано Чаморро
- Художник — Ірина Шретер